# Série de championnat de la Ligue américaine de baseball 1980
La Série de championnat de la Ligue américaine de baseball 1980 était la série finale de la Ligue américaine de baseball, dont l'issue a déterminé le représentant de cette ligue à la Série mondiale 1980, la grande finale des Ligues majeures.
Cette série trois de cinq débute le mercredi 8 octobre 1980 et se termine le vendredi 9 octobre par une victoire des Royals de Kansas City, trois matchs à zéro sur les Yankees de New York.

## Équipes en présence
Meilleure équipe du baseball majeur durant la saison régulière 1980, les Yankees de New York remportent le championnat de la division Est de la Ligue américaine pour la troisième fois en quatre années, après une décevante saison 1979 où ils n'avaient pris que le quatrième rang. Victorieux dans 103 de leurs 162 parties de saison régulière, les Yankees détrônent en 1980 les champions de la Ligue américaine, les Orioles de Baltimore, qui leur offrent une solide opposition avec 100 matchs gagnés cette saison-là.
Les Royals de Kansas City suivent un parcours sensiblement identique à celui des Yankees : eux aussi champions de division en 1976, 1977 et 1978, ils ont dû concéder le premier rang en 1979, alors que les Angels de la Californie avaient terminé en tête. Cette fois, les Royals finissent premiers de la division Ouest avec une fiche victoires-défaites de 97-65, loin devant les Athletics d'Oakland, seconds à 14 parties de la première place.
Il s'agit donc d'un quatrième rendez-vous Yankees-Royals en séries éliminatoires. Lors des trois Séries de championnats ayant opposées ces deux équipes, New York l'avait chaque fois emporté pour accéder à la Série mondiale.

## Déroulement de la série

### Calendrier des rencontres
| Match | Date       | Visiteur              | Hôte                  | Score |
| ----- | ---------- | --------------------- | --------------------- | ----- |
| 1     | 10 octobre | Yankees de New York   | Royals de Kansas City | 2 - 7 |
| 2     | 11 octobre | Yankees de New York   | Royals de Kansas City | 2 - 3 |
| 3     | 13 octobre | Royals de Kansas City | Yankees de New York   | 4 - 2 |

### Match 1
Mercredi 8 octobre 1980 au Royals Stadium, Kansas City, Missouri.
| Yankees de New York | 0 | 2 | 0 | 0 | 0 | 0 | 0 | 0 | 0 | 2 | 10 | 0 |
| Royals de Kansas City | 0 | 2 | 2 | 0 | 0 | 0 | 1 | 2 | X | 7 | 10 | 0 |
| Lanceurs partants : NYY : Ron Guidry KC : Larry Gura Vic. : Larry Gura (1-0) Déf. : Ron Guidry (0-1) HRs : NYY : Rick Cerone (1), Lou Piniella (1) KC : George Brett (1) |   |   |   |   |   |   |   |   |   |   |    |   |

### Match 2
Jeudi 9 octobre 1980 au Royals Stadium, Kansas City, Missouri.
| Yankees de New York | 0 | 0 | 0 | 0 | 2 | 0 | 0 | 0 | 0 | 2 | 8 | 0 |
| Royals de Kansas City | 0 | 0 | 3 | 0 | 0 | 0 | 0 | 0 | X | 3 | 6 | 0 |
| Lanceurs partants : NYY : Rudy May KC : Dennis Leonard Vic. : Dennis Leonard (1-0) Déf. : Rudy May (0-1) Sauv. : Dan Quisenberry (1) HRs : NYY : Graig Nettles (1) |   |   |   |   |   |   |   |   |   |   |   |   |

### Match 3
Vendredi 10 octobre 1980 au Yankee Stadium, New York, NY.
| Royals de Kansas City | 0 | 0 | 0 | 0 | 1 | 0 | 3 | 0 | 0 | 4 | 12 | 1 |
| Yankees de New York | 0 | 0 | 0 | 0 | 0 | 2 | 0 | 0 | 0 | 2 | 8  | 0 |
| Lanceurs partants : KC : Paul Splittorff NYY : Tommy John Vic. : Dan Quisenberry (1-0) Déf. : Rich Gossage (0-1) HRs : KC : George Brett (2), Frank White (1) |   |   |   |   |   |   |   |   |   |   |    |   |

## Joueur par excellence
Le joueur de deuxième but des Royals de Kansas City, Frank White, est nommé joueur par excellence de la Série de championnat 1980 de la Ligue américaine de baseball. Il maintient une moyenne au bâton de ,545, un pourcentage de présence sur les buts de ,545 et une moyenne de puissance de ,909 au cours de cette courte série de trois parties face aux Yankees. Il mène son équipe à l'attaque avec six coups sûrs, dont un double et un circuit, trois points produits et six points marqués. Il réussit de plus un vol de but. White est le premier récipiendaire du titre de joueur par excellence d'une Série de championnat de la Ligue américaine, qui décerne pour la première fois cet honneur en 1980. La Ligue nationale le remet quant à elle depuis 1977.